# برایس کنیون سیتی (یوتا)
برایس کنیون سیتی (به انگلیسی: Bryce Canyon City) شهری در ایالت یوتا کشور ایالات متحده آمریکا است که جمعیت آن در سرشماری سال ۲۰۱۰ میلادی، ۱۹۸ نفر بوده‌است.